# Église Saint-Maurice de Bussière-Poitevine
L'église Saint-Maurice est une église catholique située à Bussière-Poitevine, en France.

## Localisation
L'église est située dans le département français de la Haute-Vienne, sur la commune de Bussière-Poitevine.

## Description
L’église aurait été construite en deux temps : le chevet et le transept à l’époque romane, la nef entre 1170 et 1180 au XIIe siècle. L’état des pierres montre qu’il y a eu un incendie notamment au cours de la Révolution.

### La Façade
Le portail roman est classique avec  ses deux arcs en plein cintre (en demi-cercle) supportés par deux colonnes.
Un fronton de granit avec un socle où il y avait sans doute une statue.
De chaque côté, deux contreforts à glacis (pente pour écoulement des eaux pluviales).
Côté sud (vers la place)
Les murs sont recouverts de crépi. À remarquer trois ouvertures et trois contreforts de granit. Plusieurs modillons ornent la corniche. À l’angle du mur et du transept, une tourelle qui renferme l’escalier qui monte aux combles.
Arrière (Est)
Une croix antéfixe en granit endommagée.
Des ouvertures allongées et étroites.
Le clocher à base carrée avec 4 ouvertures donnant dans les combles : elles sont munies de gonds où s’accrochaient les abat-sons en bardeaux.
Côté Nord
Aucune ouverture si ce n’est une petite porte latérale.

## Historique

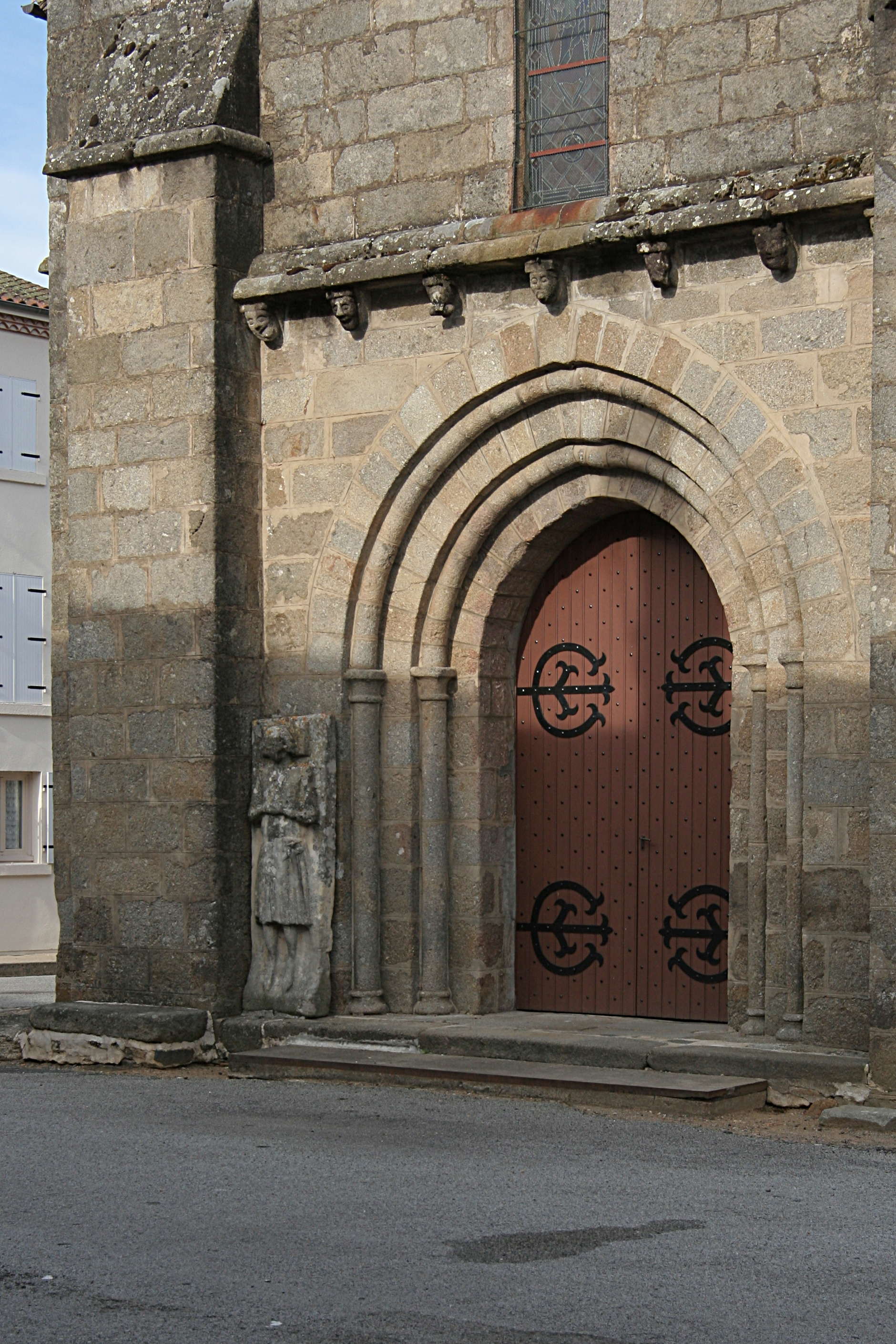
Entrée et gisant du XVe siècle

L'église est inscrite au titre des monuments historiques le 6 février 1926.